# يان بيردن (موسيقي)
يان بيردن (بالإنجليزية: Ian Burden)‏ هو موسيقي بريطاني، ولد في 24 ديسمبر 1957.

## وصلات خارجية
- يان بيردن على موقع IMDb (الإنجليزية)
- يان بيردن على موقع ميوزك برينز (الإنجليزية)
- يان بيردن على موقع أول ميوزيك (الإنجليزية)
- يان بيردن على موقع ديسكوغز (الإنجليزية)